# Gaston Darbour

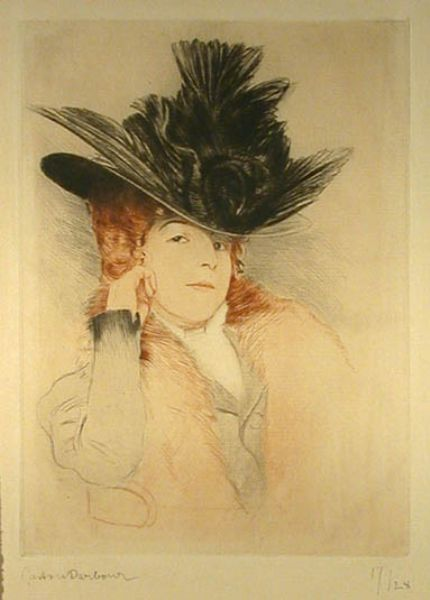
La Dame au Chapeau di Gaston Darbour

Gaston Darbour (Sedan, 20 maggio 1869 – Mentone, 20 settembre 1964) è stato un pittore e incisore francese.

## Biografia

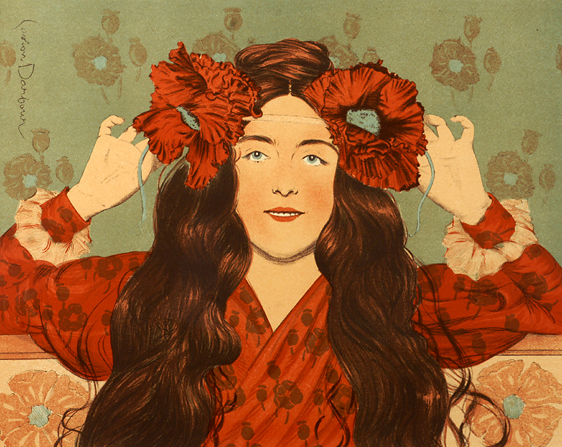
Jeune fille aux coquelicots di Gaston Darbour pubblicata da L'Estampe moderne

Gaston Darbour si interessò alle arti grafiche fin da quando aveva quattordici anni. I genitori, preoccupati, lo mandarono a soggiornare in Germania, in Inghilterra e in Austria nella speranza che rinunciasse a questa passione.
A vent'anni Darbour si iscrive alla Scuola superiore di Belle Arti a Parigi dalla quale esce deluso dopo aver frequentato gli ateliers di Lefebvre e Benjamin-Constant. Un amico gli mostra un'opera di Félicien Rops, Gaston ne resta affascinato e decide di dedicarsi all'incisione e alla grafica.
Non avendo urgenza di guadagnarsi da vivere con la propria arte, si trasferisce a lavorare nel castello di Uzos, a pochi chilometri da Pau, ed espone regolarmente alla Société Nationale des Beaux-Arts.
Il 1897 sembra essere davvero l'anno in cui la sua carriera decolla: la rivista L'Estampe moderne pubblica alcune sue litografie e inoltre Darbour è illustratore di varie opere fra le quali  L'Année de Clarisse di Paul Adam  edita da Paul Ollendorff e Chantez les baci (Ed. Simonis Empis) di Auguste Germain e, sempre con Ollendorff, Celles qu'on ignore di Jeanne Marni (1899).

## Collezioni pubbliche
- Biblioteca nazionale di Francia, Parigi
- Museum of Fine Arts, Boston
- Musée des beaux-arts de Tourcoing, Tourcoing
- National Gallery of Australia, Canberra
- National Gallery of Canada, Ottawa
- Università di Toronto, Toronto